# Shane Dobbin
Shane Dobbin (Palmerston North, 22 januari 1980) is een Nieuw-Zeelands voormalig schaatser die uitkwam in het inline-skaten, het marathonschaatsen en het langebaanschaatsen.
In 1988 begon hij met skeeleren. Als skater werd hij viermaal wereldkampioen, de laatste keer in 2008 in Nederland.

## Schaatsen
In 2007 besloot Dobbin zich op schaatsen te richten, mede omdat hij met inline-skaten nooit een olympische gouden medaille zou kunnen halen aangezien die sport niet olympisch is. In september 2007 sloot hij zich aan bij de DSB-marathonploeg en hij debuteerde dat seizoen op het hoogste marathonniveau. Ook reed hij die winter zijn eerste serieuze langebaanwedstrijden.
2008-2009
In seizoen 2008-2009 groeide hij door als marathonschaatser en wist hij zelfs een wedstrijd van de Essent Cup in Assen op zijn naam te schrijven door na een solo voor het peloton te finishen. Gezien zijn goede uitslagen bij de lange afstanden van het skeeleren en het marathonschaatsen was het dan ook niet verwonderlijk dat zijn specialiteit op de langebaan ook op de lange afstanden bleek te liggen.
Dobbin debuteerde achtereenvolgens op het Continentale kampioenschap, in de Wereldbeker en op het WK Afstanden waar hij op de 10.000 meter als 14e eindigde.
2009-2010
Op het Continentale kampioenschap, het kwalificatietoernooi voor de WK Allround, eindigde hij als zesde in het klassement en verwierf daarmee voor het eerst een startplaats (voor Nieuw-Zeeland) via dit toernooi voor het WK. Hij verbeterde zijn persoonlijke records op de 500, 1500 en 10.000 meter op dit toernooi. Op de Olympische Spelen in Vancouver behaalde hij de 17e plek op de 5000 meter. Op het WK Allround, waar hij als derde Nieuw-Zeelander na Garry Wilson (1981) en Andrew Nicholson (1995-1998) aan deelnam, kwalificeerde hij zich dankzij zijn goede klassering op de 5000 meter voor de afsluitende 10.000 meter waarop hij een nieuw nationaal record schaatste. Hij eindigde op de twaalfde plaats.

## Persoonlijke records
| Afstand      | Tijd      | Datum            | Baan           |
| ------------ | --------- | ---------------- | -------------- |
| 500 meter    | 37,31     | 27 december 2010 | Salt Lake City |
| 1000 meter   | 1.11,81   | 5 november 2011  | Salt Lake City |
| 1500 meter   | 1.46,19 * | 18 februari 2011 | Salt Lake City |
| 3000 meter   | 3.46,81   | 13 oktober 2012  | Salt Lake City |
| 5000 meter   | 6.15,69   | 12 februari 2011 | Calgary        |
| 10.000 meter | 13.04,36  | 19 februari 2011 | Salt Lake City |

* = Nationaal record.

## Resultaten
| Jaar | CK N-Amerika & Oceanië | WK Allround | WK Afstanden                  | Olympische Spelen    | Wereldbeker           |
| ---- | ---------------------- | ----------- | ----------------------------- | -------------------- | --------------------- |
| 2009 | 8e                     |             | 14e 10.000m                   |                      | 48e 1500m 35e 5/10 km |
| 2010 | 6e                     | 12e         |                               | 17e 5000m            | 47e 1500m 15e 5/10 km |
| 2011 | 4e                     | 9e          | 22e 1500m 8e 5000m 5e 10.000m |                      | 41e 1500m 13e 5/10 km |
| 2012 | Zilver                 | NC17        | 11e 5000m 8e 10.000m          |                      | 15e 5/10 km           |
| 2013 | NC9                    |             | 10e 5000m 6e 10.000m          |                      | 19e 5/10 km           |
| 2014 |                        |             |                               | 14e 5000m 6e 10.000m | 20e 5/10 km           |
|      |                        |             |                               |                      |                       |
| 2017 |                        |             | achtervolging                 |                      | 0p 1500m 0p 5/10 km   |
| 2018 |                        |             |                               | 4e achtervolging     | 0p 5/10 km            |